# Pteronemobius
Pteronemobius is een geslacht van rechtvleugeligen uit de familie krekels (Gryllidae). De wetenschappelijke naam van dit geslacht is voor het eerst geldig gepubliceerd in 1904 door Jacobson.

## Soorten
Het geslacht Pteronemobius omvat de volgende soorten:
- Pteronemobius ara Otte & Perez-Gelabert, 2009
- Pteronemobius bagua Otte & Perez-Gelabert, 2009
- Pteronemobius belteros Otte & Perez-Gelabert, 2009
- Pteronemobius cantor Otte & Perez-Gelabert, 2009
- Pteronemobius caryochron Otte & Perez-Gelabert, 2009
- Pteronemobius eneplos Otte, 2006
- Pteronemobius krakatau Otte & Cowper, 2007
- Pteronemobius mime Otte & Perez-Gelabert, 2009
- Pteronemobius nowinga Otte & Perez-Gelabert, 2009
- Pteronemobius opia Otte & Perez-Gelabert, 2009
- Pteronemobius perbonus Otte & Perez-Gelabert, 2009
- Pteronemobius pinus Otte & Perez-Gelabert, 2009
- Pteronemobius sanaco Otte & Perez-Gelabert, 2009
- Pteronemobius setiger Otte & Perez-Gelabert, 2009
- Pteronemobius tabacu Otte & Perez-Gelabert, 2009
- Pteronemobius tonina Otte & Perez-Gelabert, 2009
- Pteronemobius abruptus Uvarov, 1924
- Pteronemobius aethiops Saussure, 1877
- Pteronemobius albolineatus Chopard, 1954
- Pteronemobius ambiguus Shiraki, 1936
- Pteronemobius amplipennis Chopard, 1938
- Pteronemobius annulicornis Chopard, 1929
- Pteronemobius aquaticus Bruner, 1916
- Pteronemobius arima Otte & Alexander, 1983
- Pteronemobius binnali Otte & Alexander, 1983
- Pteronemobius birmanus Chopard, 1917
- Pteronemobius biroi Chopard, 1927
- Pteronemobius camerunensis Sjöstedt, 1900
- Pteronemobius caudatus Shiraki, 1911
- Pteronemobius chapadensis Bruner, 1916
- Pteronemobius chopardi Bolívar, 1922
- Pteronemobius crassus Chopard, 1954
- Pteronemobius cristobalensis Otte & Peck, 1998
- Pteronemobius dentatus Saussure, 1877
- Pteronemobius dispar Chopard, 1927
- Pteronemobius dumosus Karsch, 1893
- Pteronemobius gagooris Otte & Alexander, 1983
- Pteronemobius garrotis Otte & Alexander, 1983
- Pteronemobius gorochovi Storozhenko, 2004
- Pteronemobius hafferli Werner, 1905
- Pteronemobius hargreavesi Chopard, 1938
- Pteronemobius heydenii Fischer, 1853
- Pteronemobius hirsitulus Walker, 1869
- Pteronemobius indicus Walker, 1869
- Pteronemobius jacobsoni Chopard, 1927
- Pteronemobius kinabaluensis Ingrisch, 1987
- Pteronemobius kinurae Shiraki, 1911
- Pteronemobius longipennis Saussure, 1874
- Pteronemobius luzonicus Bolívar, 1889
- Pteronemobius maculosus Saussure, 1899
- Pteronemobius majumdari Bhowmik, 1970
- Pteronemobius malgachus Saussure, 1877
- Pteronemobius meridionalis Bruner, 1916
- Pteronemobius montanus Chopard, 1933
- Pteronemobius montigenus Chopard, 1945
- Pteronemobius neimongolensis Kang & Mao, 1990
- Pteronemobius nigriscens Shiraki, 1911
- Pteronemobius nigritus Saussure, 1877
- Pteronemobius nigrofasciatus Matsumura, 1904
- Pteronemobius nitidus Bolívar, 1901
- Pteronemobius novarae Saussure, 1877
- Pteronemobius nundra Otte & Alexander, 1983
- Pteronemobius obscurior Chopard, 1957
- Pteronemobius occidentalis Chopard, 1937
- Pteronemobius ohmachii Shiraki, 1930
- Pteronemobius ornaticeps Chopard, 1925
- Pteronemobius pantelchopardorum Shishodia & Varshney, 1987
- Pteronemobius panteli Hebard, 1913
- Pteronemobius paranae Saussure, 1874
- Pteronemobius picinus Walker, 1869
- Pteronemobius pilicornis Chopard, 1969
- Pteronemobius qinghaiensis Yin, 1998
- Pteronemobius quadrilineatus Chopard, 1955
- Pteronemobius regulus Saussure, 1877
- Pteronemobius ruficeps Chopard, 1962
- Pteronemobius rufipes Chopard, 1969
- Pteronemobius rufus Saussure, 1877
- Pteronemobius santacruzensis Otte & Peck, 1998
- Pteronemobius schunkei Chopard, 1956
- Pteronemobius sjostedti Chopard, 1934
- Pteronemobius subapterus Chopard, 1957
- Pteronemobius sulfurariae Chopard, 1932
- Pteronemobius tagalicus Bolívar, 1889
- Pteronemobius taibaiensis Deng & Xu, 2006
- Pteronemobius tarrios Otte & Alexander, 1983
- Pteronemobius trispinosus Chopard, 1958
- Pteronemobius truncatus Saussure, 1877
- Pteronemobius unicolor Chopard, 1925
- Pteronemobius warrakarra Otte & Alexander, 1983
- Pteronemobius yezoensis Shiraki, 1911
- Pteronemobius yunnanicus Li, He & Liu, 2010
- Pteronemobius kurtshevae Gorochov, 1986
- Pteronemobius lineolatus Brullé, 1835
- Pteronemobius longispinus Gorochov, 1984
- Pteronemobius minutus Bolívar, 1910
- Pteronemobius monochromus Chopard, 1955
- Pteronemobius niveipalpus Sjöstedt, 1910
- Pteronemobius pseudotaprobanensis Gorochov, 1984
- Pteronemobius troitzkyi Gorochov, 1984